# Uticaj negativne povratne sprege na izobličenja
Uticaj NPS na izobličenja biće prikazan na primjeru pojačavača sa slike:
U kolu pojačavača A izdvojen je predpojačavač čije je pojačanje konstantno opsegu od -Vee do Vcc,dok je prenosna karakteristika izlaznog stepena nelinearna kao na slici:
U opsegu napona od -Vn do Vn izlazni tranzistori ne provode, pa je izlazni napon Vp=0. U segmentu 1 prenosne karakteristike pojačanje je konstantno i pada kada pobudni signal zađe u segment 2,ukoliko izlazna otpornost Ri nije jednaka 0. Pri velikim pobudama kada struje emitora izlaznih tranzistora dostižu vrijednosti bliske maksimalnim, koeficijent strujnog pojačanja pada,pa dolazi do smanjivanja pojačanja aktivnog izlaznog tranzistora(koji radi kao pojačavač sa zajedničkim kolektorom).
U trećem segmentu je predpojačavač u zasićenju(izlazni napon ne zavisi od ulaznog),pa je pojačanje 0.
Pretpostavićemo da je pojačanje a ,a samim tim i kružno pojačanje βa beskonačno veliko. Uočava se da u opsegu napona između -Vn i Vn ne postoji povratna sprega(jer je izlazni napon 0). Izlazni napon predpojačavača tada postaje Vm=a*Vg te najmanja promjena ulaznog napona oko nule izaziva skok napona Vm do( + /- Vn) u zavisnosti od polariteta Vg.
Izlazni napon predpojčavača Vm imaće izvan zone ( + /- Vn) oblika kao na slici 2.
Izvan zone (+/- Vn) pri malim naponima na potrošsačuVm ima sinusni oblik jer izlazni tranzistori rade kao linearni pojačavači.
U oblasti većih napona na izlazu Vm naglo raste do napona Vcc. kada je napon pobude Vg beskonačno mali Vm ima vrijednost u opsegu (+/- Vn) pa je napon na potrošsaču 0;povećanjem pobude,Vm prelazi Vn,uključuje se 1 izlazni tranzistor pa ulazni napon predpojačavača postaje Vu=Vg-Vr) Posto smo pretpostavili da je βa beskonačno veliko,a izlazni napon konačan slijedi da je Vu=0;Vg=Vr.
Pojačavač će dakle imati linearnu prenosnu karakteristiku i neće unositi izobličenja.Odatle slijedi-jaka povratna sprega prisiljava predpojačavač da izobliči napon Vm,na suprotan način onome kako se taj napon deformiše nelinearnošću prenosne karakteristike izlaznih tranzistora. Zato u području velikih struja potrošača napon Vm ima istaknute vršne vrijednosti.
Kada je βa konačno izlazni tranzistori se uključuju tek kada pobuda Vg predje Vn/2. Oblik napona Vm prikazan je na slici 3 zajedno sa prenosnim karakteristikama pojačavača sa i bez reakcije.
Sa slike se vidi da je za isti izlazni napon u slučaju primjenjene reakcije potrebna veća pobuda. Na prvi pogled se čini da se primjenom negativne povratne sprege izobličenja mogu učiniti neograničeno malim(izborom velikog kružnog pojačanja) ne smije se ispustiti iz vida zahtjev koji se nameće predpojačavaču u pogledu očekivane brzine odziva.
Određivanje kvantitativni zavisnost između izobličenja koja unosi pojačavač sa reakcijom i jačine povratne sprege
Porede se 2 pojačavača(1 sa reakcijom i 1 bez reakcije)
Pojačavači rade u istim uslovima(na jednakim potrošačima treba da razviju jednake snage).
Pri upoređivanj treba obezbijediti da osnovni harmonici napona budu jednaki.Drugi harmonici će se razlikovati pa će biti označeni Vi2 i Vi2r, u zavisnosti da li se mjere na pojačavaču sa ili bez reakcije.
Napon 2. harmonika sa reakcijom jednak je naponu 2. harmonika pojačavača bez reakcije umanjenom za vrijednost vraćenog dijela drugog harmonika preko βA kruga.
{\displaystyle V_{i2r}=V_{i2}-\beta AV_{i2r}}
{\displaystyle V_{i2r}={\frac {V_{i2}}{1+\beta A}}}
pošto je pretpostavljeno da su osnovni harmonici kod oba pojačavača na izlazu međusobno jednaki,proizilazi da je faktor izobličenja 2. harmonika pojačavača sa reakcijom d2r u odnosu na faktor izobličenja 2. harmonika pojačavača bez reakcije d2.
{\displaystyle d_{2r}={\frac {d_{2}}{1+\beta A}}}
Ova analiza se može primjeniti na bilo koji harmonik.